# 刘万增
刘万增（1978年—），中华人民共和国政治人物，河南郏县人，中国共产党党员，现任卢氏县县委副书记、县长兼党组书记。

## 履历
2000年1月在兰州大学学习期间即加入中国共产党，2002年8月毕业后进入三门峡政坛，历任三门峡市委办公室常委兼办公室主任、三门峡市湖滨区委常委兼组织部长、义马市委常委兼政府党组副书记、义马市委常委兼常务副市长、三门峡市城市管理局局长等党政机关要职。
2021年7月12日，卢氏县十四届人大常委会召开的第29次会议听取和审议表决通过了县人大常委会关于任命刘万增为卢氏县人民政府副县长、代理县长职务的决定，同时表决通过了县人大常委会关于补选刘万增为三门峡市第七届人民代表大会代表的决定，刘万增由此接替张晓燕成为卢氏县政坛上的仅次于县委书记的第二号人物。而早在2012年2月至2014年8月，刘万增就担任过卢氏县副县长。2021年8月11日，中共卢氏县第十三次党代会第三次全体会议举行，他当选中共卢氏县委副书记。